# Command & Conquer: Tiberian Sun
A Command & Conquer: Tiberian Sun egy 2,5 D-s számítógépes valós idejű stratégiai játék, melyet a Westwood Studios fejlesztett, és 1999-ben jelent meg. A Command & Conquer sorozat folytatásaként megjelent játék ott folytatja a történetet, ahol elődje abbahagyta: egy alternatív jövőben, 2030-ban az emberiség két szemben álló frakciója, a GDI (Global Defense Initate) és a Brotherhood of Nod háborúznak egymás ellen, és egy új, földönkívüli nyersanyagért, a tiberiumért. A rejtélyes zöld kristály azonban terjeszkedik, és egyre nagyobb területeket foglal el a Földön, ami újabb gondokat okoz. A játékhoz később egy kiegészítő készült, "Firestorm" néven.
A játék 2010. február 12-től ingyenesen letölthető az Electronic Arts weboldaláról.

## Történet
A Tiberian Sunban három frakció található meg, ezekből kettő játszható: a GDI, a Nod, és a mutánsok alkotta Elfeledettek. A Tiberian Dawn (az első rész) végén Kane-t (Joseph D. Kucan), a Nod teljhatalmú vezetőjét halottá nyilvánították, ám valójában életben van, és új fejlesztésű fegyvereivel világuralomra tör. Amikor a GDI erről tudomást szerez, Michael McNeil (Michael Biehn) parancsnok vezetésével ellentámadást indítanak, s időközben a tiberium valódi származásáról is lehull a lepel.
|  | Alább a cselekmény részletei következnek! |

Bár az első tiberium-háborút megnyerte a GDI, Kane testét sohasem találták meg Szarajevóban. A Nod egyes erőinek szemében ez a vezető halhatatlanságát testesíti meg, és az elkövetkezendő harminc évet azzal töltik, hogy tökéletesítik az általuk használt technikákat. Hogy ellenőrzésük alatt tartsák őket, Hassan személyében egy bábot állít a GDI a Nod élére. Anton Slavik, a Nod egyik parancsnoka azonban megdönti az uralmát. Nem sokkal ezután maga Kane is felbukkan, és hadat üzen a GDI-nak. Ezzel elkezdődik a második tiberium-háború.

### GDI hadjárat
A GDI egyik parancsnokát, McNeilt az arizonai Phoenix városa mellé rendelik, hogy verje szét a kis létszámú támadó Nod-csapatot. Miután ez sikerült, új feladatot kap: a környéken találtak egy lezuhant idegen űrhajót, amit meg kell védenie a Nod-erőktől. Miután sikerrel jár, találkozik egy Umagon névre hallgató mutánssal, aki tiberiummal fertőződött meg, és a magukat csak Elfeledetteknek hívó csoport tagja. Segítséget ígér a GDI-nak, ha megmentik vezetőjüket, Tratost. Miután sikerrel jár, McNeilt Dél-Amerikába vezénylik, hogy támadja meg a Nod-os Vega tábornok erődítményét, és szedjen ki belőle minél több információt az űrhajóról. Sajnos a küldetés eredménytelen lesz Kane váratlan akciója miatt, s így csak homályos információkat kapnak. Ugyanebben az időben a Nod Európában is akcióba lép, Slavik vezetésével megtámadnak egy GDI-bázist és be is veszik. McNeil és csapatai odamennek, felszabadítják a területet, és visszaszerzik a szónikus kristályokat, amiket itt őriztek. McNeil bátyja a támadás során életét veszti. A GDI újult erővel veszi fel a harcot a Noddal, amely azonban vadonatúj, veszélyes fegyvereket vet be. Ráadásul időközben elrabolják Umagont, és Kane titkos piramisába szállítják, mely Kairóban található. Itt kísérlet akarnak rajta végrehajtani, hogy létrehozzák a tökéletes embert. McNeil, felettesei parancsa ellenére a megmentésére siet. Útközben ionviharba kerül, és Nod-erőkkel csap össze. Rájön, hogy nukleáris támadásra készülnek a GDI zászlóshajója, a Philadelphia ellen. McNeil életét is kockáztatva behatol a kairói bázisra, megmenti Umagont, és megakadályozza a rakéták kilövését. A bázis megsemmisül, Kane-t pedig ismét halottnak hiszi a világ.

### Nod hadjárat
Anton Slavik, a Nod parancsnoka a bábvezér Hassan irányítása alatt áll. Azonban hirtelen felbukkan Kane, akinek feltett szándéka a Nod újbóli megerősítése. Slavik átpártol hozzá, és hamarosan meg is kapja feladatát. Nemrégiben felfedeztek egy lezuhant idegen űrhajót, melyről sikeresen kinyertek egy adatbázist, mely a Tacitus névre hallgat. A feladat ennek a biztosítása és megszerzése. Miután sikerrel jár, a Nod elrabolja a mutáns Umagont, s elpusztít számos GDI kutatóközpontot is, ezzel megakasztva a Mammoth Mark II. kifejlesztését. Amennyiben a játékos a Nod történetszál befejezését kívánja elérni (ami nem a hivatalos), akkor a nukleáris rakétákat a GDI űrállomására, a Philadelphiára kell kilőnie. Ezzel az egész Föld egyetlen vörös zónává változik, s csak a tiberium-alapú létformák válnak életképessé.
|  | Itt a vége a cselekmény részletezésének! |

## Játékmenet
Az előző részhez képest semmi nem változott: a tiberium a játék egyetlen nyersanyaga, ezt a betakarítók gyűjtik be és a finomítók csinálnak belőle pénzt. A pénzből a játékos épületeket és egységeket gyárthat. Az egyjátékos hadjáratok (ezekből kettő van: egy GDI és egy NOD irányítású) ugyanúgy rengeteg küldetésből állnak, és ugyanúgy tele vannak átvezető videókkal, mint az első részben.
A fegyverek leghatékonyabb típusai – a C&C igazi újítása – a szuperfegyverek. Ezek nagy pusztító erejű távolsági fegyverek, melyek a térkép bármely pontjára irányíthatóak. A Nod a vegyi rakétát, a GDI az űr sötétjében keringő ionágyút birtokolja végső megoldásképpen.
Az egységek gyakran specializáltak, más egységek elpusztításában hatékonyabbak, persze ez nem azt jelenti, hogy nem támadhatnak meg másféle ellenséges egységeket, épületeket. Frakcióként jellemzőek egyedi gyalogsági egységek és harci járművek is, mint a Nod láthatatlan tankja, vagy a GDI mamut tankja.

### GDI

#### Gyalogság
A barakkban képezhető a géppisztolyos könnyűgyalogság (light infantry), a GDI közkatonája, valamint a – nevezzük így – tüzérségi gránátosok (disc thrower), utóbbiak lemez alakú gránátokat dobálnak az ellenségre (a gránátok egy ideig pattognak a talajon, ha nem ütköznek célpontnak, és a barátságos egységeket is megsebesítik). Ők főleg az épületek és a lassú, erősen páncélozott földi járművek ellen vethetőek be. Szintén itt képezhetőek az orvosok (medic), valamint az épületek elfoglalására és javítására alkalmas műszerészek (engineer). Ha van a játékosnak kutatóközpontja, akkor képezhető röpképes gyalogság is (jump-jet infantry). Ők nemcsak gyalogolni tudnak, de a hátukra szerelt rakéták segítségével átrepülhetnek a vízen, a sziklákon és falakon is.

#### Járművek
A járműgyárban készíthetőek újra a begyűjtők (harvester), melyek a nyersanyaggyűjtést végzik. A két alapvető harci egység a „rozsomák” (wolverine), egy masszív kétlábú lépegető, amely a gyalogság elleni sorozatlövő gépágyúval van felszerelve, míg a titán (titan) szintén kétlábú lépegető, de jóval nagyobb mind méretben, mind tűzerőben. Ez egy nehézlöveggel pusztítja az ellenséges járműveket, a gyalogságot kevésbé (de mivel erősen páncélozott, a gyalogosok nehezen pusztítják el). Képes széttaposni is az ellenséges katonákat (erre a begyűjtők és más nehezebb járművek is alkalmasak).
Ha a játékos rendelkezik kutatóközponttal, akkor további járműveket építhet. AZ EMP tankok semmit nem tudnak elpusztítani, de elektromágneses (EMP) impulzusaik egy szűk körben kb. egy percre megbénítanak minden járművet (hasonlóan az EMP löveghez). Az MSA detektoros járművek (multiple sensor array) észlelik a földalatti és az álcázott egységeket. Végül a disruptorok drága, masszív és lassú tankok, melyek szuperszonikus hanghullámokat bocsátanak ki, nagyon hatékonyan elpusztítva minden célpontot (a barátságosakat is, ha az a lövedék útjába kerül). Lőtávolságuk elég kicsi. Végül a Firestorm kiegészítőben megjelenő távtüzérség, (juggernaut) egy gyengén páncélozott lépegető, amely meglehetősen gyorsan képes mozogni, de kattintásra rögzíti magát a talajhoz, és beveti az ágyúit. A mozgó járművek ellen, nevével ellentétben (amely gyilkos erőt is jelent) gyakorlatilag hatástalan (az ágyú erős zaja leginkább csak arra jó, hogy figyelmeztesse a hadműveleteibe merült játékost a közeledő ellenséges járművekre). Az épületek ellen hatásos, ráadásul meglehetősen nagy lőtávval rendelkezik.
Légi járművekből kétféle áll rendelkezésre: az orka vadászok és orka bombázók. Az elnevezés nem véletlen, ugyanis valóban a bálnákra emlékeztet az alakjuk. A vadász gyorsabban mozog, és több lőszere van, de pusztító ereje kisebb (lassabban pusztít). A bombázók lassabbak, lőszerük kevesebb, de erősebb a pusztító hatásuk, főleg az épületek ellen.
Van egy kétéltű szállítójármű is, amely képes a vízen átmenni, és öt katonát szállíthat.

#### Elit egységek és szuperfegyverek
A T10 szinten léteznek egyéb egységek is, ezek gyártásához kutatóközpont szükséges. A hunter-seekerek nagyon drága és gyors mozgó aknák, végigszaladnak a térképen, keresnek egy ellenséges egységet, és felrobbantják. Gyakran egy ilyen egység elpusztíthat egy egész épületet. Azonban elég lassan gyárthatóak, és egyszerre csak egy. A szellemvadászok (ghost stalkerek) erős gyalogosok, egy lövéssel elpusztítanak egy ellenséges gyalogost, az épületeket pedig C4-es bombákkal felrobbantják. Egy játékos egyszerre csak egyet birtokolhat belőle. Szintén ilyen egység a GDI  továbbfejlesztett mamut tank (Mammoth Mk. II.) is. Ez egy mozgó erődítmény, minden épület és egység ellen hatásos, ide értve a légierőt is.

### Nod

#### Gyalogság
A Nodnak háromféle gyalogosa képezhető a barakkban. A könnyűgyalogság megegyezik a GDI-éval. Gránátosok helyett azonban rakétavetőseik vannak (rocket infantry), ezek a járművek ellen nem olyan hatékonyak, viszont légvédelemre is képesek, amire a GDI gránátosok nem. A Nod nem alkalmaz orvosokat, így a könnyűgyalogság nem gyógyítható. Van viszont egy erős támadó gyalogsága, a kiborg, ez sokkal inkább megfelel a GDI rozsomákjainak, mintsem bármilyen gyalogos egységnek. A kiborgokat a tiberiumkristályok sugárzása gyógyítja, így a regenerálásukhoz tiberiummezőkön kell sétáltatni őket (egyébként a GDI orvosok is képesek gyógyítani őket, ha a GDI játékos elfoglal egy Nod barakkot és ott kiborgokat képez). Akárcsak a GDI-nak, a Nodnak is vannak műszerészei.

#### Járművek
Harcértékben a GDI rozsomákjaihoz nagyon hasonlít a Nod járőrterepjárója (attack buggy), legalábbis ugyanolyan sorozatvetővel van felszerelve; azonban sokkal gyorsabb, mint a rozsomákok. A járművekben és épületekben gyors pusztítást okozó aknavetője van a járőrmotoroknak (attack cycle), azonban ezek nagyon könnyen kilőhetőek. Végül a Nod tankok (tick tank) a titánokkal összemérhető lánctalpas járművek, alig valamivel gyengébbek. Képesek félig befúrni magukat a talajba (innen a nevük: tick' = kullancs), ezáltal erősebb védelemre tesznek szert.
A Nod is képes szenzoros járművek és begyűjtők gyártására.
Csak a Nod tud javítójárműveket gyártani (mobile repair vehicle), amelyek kijavítják a sérült járműveket.
A járműgyárban egy nagyon erős egység is képezhető, a kaszás kiborg (cyborg reaper), mely a Firestorm kiegészítővel került a játékba. Ezek az egységek nem kaszával indulnak az ellenségre, ellenben egy emberi test és egy kaszáspókszerű géptest egyesítéséből születtek, innen ered a nevük. Még hálót is vetnek az ellenséges gyalogságra, amely így egy időre megbénul, azután szétlövik a szálak közt vonagló embereket. De a járművek ellen is bevethetőek, mégpedig nagyon eredményesen. További előnyük, hogy a légi egységeket is lelövik. Ráadásul a tiberiummezőkön sétálva ugyanúgy meggyógyulnak, mint a gyalogsági kiborgok.
A légierő: a „hárpia” típusú helikopterek valamivel erősebbek, mint a GDI orka vadászai, és a Nodnak is vannak bombázói (banshee: sziréna(?) vagy kísértet).
A GDI-tól eltérően a Nod rendelkezik föld alatt mozgó járművekkel. Ilyen egy öt katonát szállító fúrópajzsos jármű, továbbá az ördögnyelv (devil's tongue), amely egy nagyon gyengén páncélozott tankszerű egység. Lángszórója elsősorban a gyalogság és a védtelen épületek ellen vethető be. Csak a Nodnak vannak továbbá lopakodó tankjai, amelyeket csak a szenzoros jármű tud érzékelni. A Nod is rendelkezik távtüzérséggel. Ez sokkal lassabban mozog, mint a GDI megfelelő egysége, azzal ellentétben viszont pusztítóbb a lövedéke. Szintén meglehetős távolságra képes ellőni.

#### Elit egységek és szuperfegyverek
A Nodnak is vannak hunter-seekerei, ezekhez azonban nem kutatóközpont, hanem a Nod temploma kell. A szuperfegyver szerepét az ún. multi missile tölti be, ami egy több robbanófejes atombomba. A mérgező chemical missile is jó szolgálatot tehet a testvériségnek. Képezhető továbbá játékosonként egy erős kiborg kommandós egység (cyborg commando), mely plazmafegyverével akkora pusztítást képes okozni, akár a GDI Mammoth Mk. II-es tankja. Tiberiummezőkön regenerálható, de ha alacsony élettel  elveszíti a lábát, már nem nyeri vissza azt és lelassul.

## Karakterek
A játék számos karaktert vonultat fel, akiknek a többsége szerepel az átvezető videókban is. Alább olvasható a szereplők listája.
- Anton Slavik (Frank Zagarino)
- Brink: (Athena Massey)
- Chandra: (Kris Iyer)
- CABAL: (Milton James)
- Hassan: (Adoni Maropis)
- Jake McNeil: (Daniel Kucan)
- James Solomon: (James Earl Jones)
- Kane: (Joseph D. Kucan)
- Michael McNeil: (Michael Biehn)
- Oxanna Kristos: (Monika Schnarre)
- Peter Tao: (Bayani Ison)
- Umagon: (Christine Steel)

## Firestorm kiegészítő
A Command and Conquer: Tiberian Sun Firestorm a korábbi 1999-es kiadású Tiberian Sun valós idejű számítógépes stratégiai játék kiegészítője melyet 2000-ben adtak ki. Fejlesztője a Westwood Studios, amely azóta az Electronic Arts birtokába került. A történet szerint Kane eltűnése után a Nod újjáegyesítéséhez Slavik feléleszti CABAL-t (Computer Assisted Biologically Augmented Lifeform), a hadsereget segítő mesterséges intelligenciát. Az AI egy ideig együttműködik, ám váratlanul átveszi a kiborgot felett az irányítást, és Slavikot leszámítva végez a testvériség teljes vezérkarával. Az emberiség kiirtására törő CABAL a Nod kiborgjai mellett saját haderőt fejleszt, ilyen pl. a négylábú, torz fejű robotrémálom, a cyborg reaper (kiborg kaszás). Végül a Nod és a GDI kényszerű szövetséget köt, majd elpusztítják CABAL fő szerverét, melyet 2 új típusú obeliszk védelmez. Mindkét kampány végén le kell győzni a Core Defender nevű óriásrobotot, amely a teljes Command & Conquer-széria legerősebb ellenfele. A Nod kampány utolsó kisfilmjéből kiderül, hogy Kane él, és CABAL egy titkos szervertermében regenerálódik, mialatt az AI végrehajtotta a tervét, mivel a háború újjáegyesítette a Nodot.
A játéknak és a játék történetének is folytatása a 2007-es Tiberium Wars.

## Fogadtatás
A játékot már a fejlesztésétől kezdve hatalmas érdeklődés fogadta. Az első hónapban mintegy másfél millió példányt adtak el belőle világszerte. A kritika azonban nem mindig volt kegyes a játékhoz: általában a képi világ elavultságát és a történet középszerűségét tették szóvá.